# 阿克萨克玛热勒乡
阿克萨克玛热勒乡（維吾爾語：ئاقساقمارال يېزىسى‎），是中华人民共和国新疆维吾尔自治区喀什地区巴楚县下辖的一个乡镇级行政单位。

## 行政区划
阿克萨克玛热勒乡下辖以下地区：
喀马勒克村、陈老七村、塘巴扎村、阿克库木麻扎村、其乃库勒村、吉格代库勒村、古再村、喀塔墩村、亚松迪村、恰尔阿勒迪村、乌堂村、博尔其墩村、阿克萨玛热勒村、库木库勒村、吐孜鲁克喀什村、麻扎贝希村、阔曲尔马贝希村、克其里克村、艾孜克松迪村、英也尔村和阿克萨克玛热勒农场村。